# Zangarro
Zangarro es una localidad del estado mexicano de Guanajuato. Es parte del municipio de Guanajuato.

## Demografía
| Gráfica de evolución demográfica |
|                                  |

| Censo | Población |
| ----- | --------- |
| 1900  | 517       |
| 1910  | 546       |
| 1921  | 370       |
| 1930  | 373       |
| 1940  | 345       |
| 1950  | 371       |
| 1960  | 570       |
| 1970  | 550       |
| 1980  | 693       |
| 1990  | 1 053     |
| 2000  | 1 239     |
| 2010  | 1 360     |
| 2020  | 1 597     |